# آشپزی گینه بیسائو

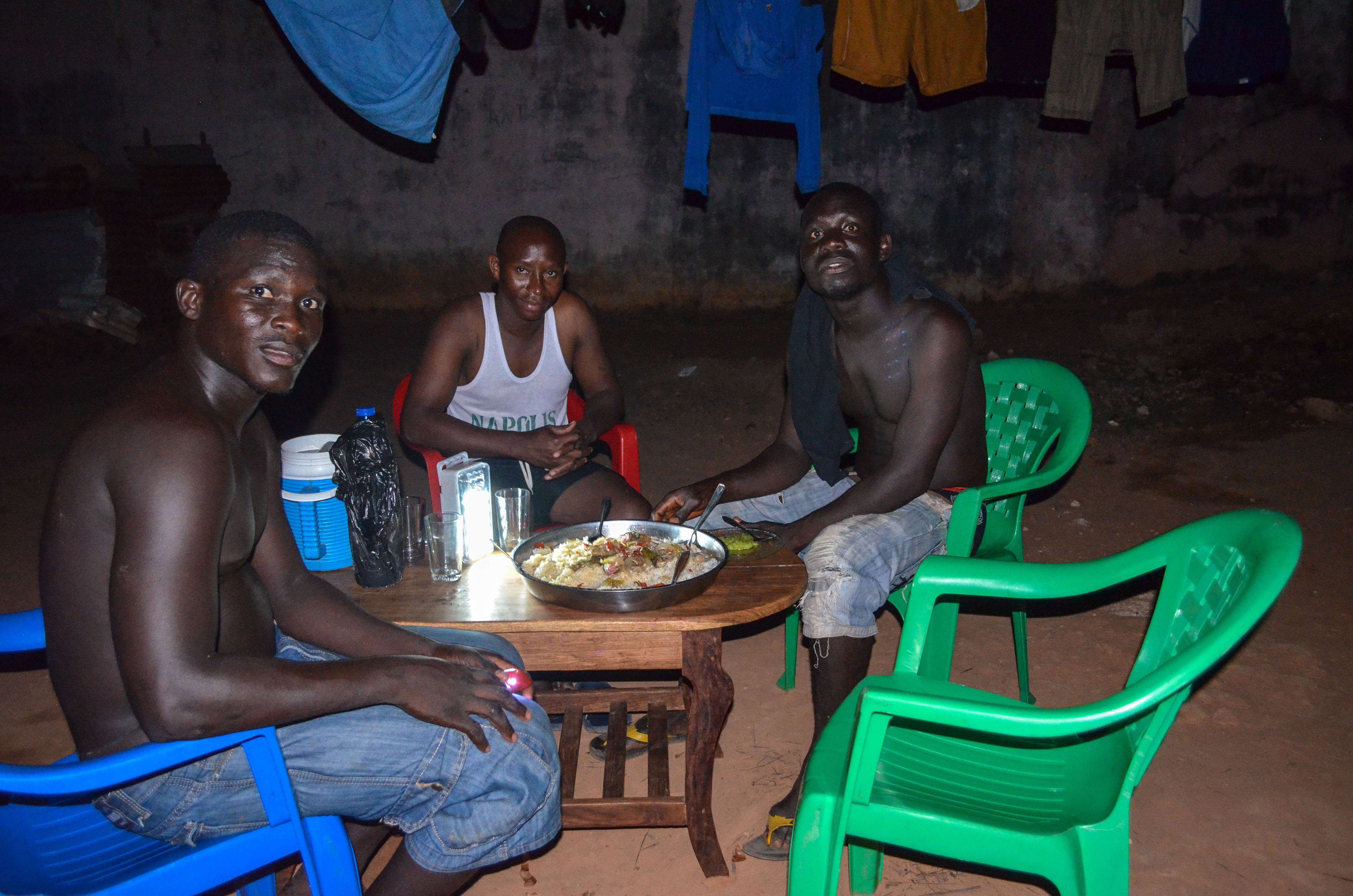
افرادی که در بیسائو، پایتخت کشور، در حال صرف وعده غذایی با هم هستند.

آشپزی گینه بیسائو (انگلیسی: Guinea-Bissauan cuisine) فرهنگ غذایی گینه بیسائو، کشوری در ساحل غربی آفریقا در امتداد اقیانوس اطلس، است. در برنامه غذایی روزمره ساکنان نزدیک ساحل، برنج یک ماده غذایی اصلی است و در نواحی داخل کشور، ارزن نقش اصلی را در این مورد دارد. بیشتر برنج مصرفی، وارداتی است و امنیت غذایی، تا حد زیادی به خاطر کودتا، فساد و تورم، یک معضل است. بادام هندی برای صادر کردن تولید می‌شوند. همین‌طور نارگیل، مغز دانه‌های نخل و زیتون هم، پرورش می‌یابند.